# Château de Crécy-la-Chapelle
Le château de Crécy-la-Chapelle est un château français du XIXe siècle situé dans la commune de Crécy-la-Chapelle, surnommée « La petite Venise briarde », dans le département de Seine-et-Marne et la région Île-de-France.

## Histoire
Au XIIe siècle, les seigneurs de La Chapelle, bienfaiteurs de la collégiale commencée peu après 1202, occupent un château fort appelé alors Vignoly, situé à l’emplacement qui fut jusqu’à la révolution celui du château seigneurial, à l’ouest de l’Église.
Les trois fiefs de la Chapelle, Montaudier et Libernon échoient à la fin du XVe siècle à Jean Bureau, grand maître de l’artillerie et trésorier de France, chambellan du roi, qui fut bailli de Meaux de 1439 à 1463. Son fils Pierre lui succède dans cette charge. Cette famille qui a par ailleurs donné un évêque de Béziers possède plusieurs seigneuries en Brie (région). La famille Bureau fut propriétaire de ces fiefs pendant environ un siècle et plusieurs de ses membres furent enterrés dans l’église.
Au XVIe siècle, le château se trouve dans un piteux état à la suite de l’invasion en 1563 des reîtres (cavaliers, mercenaires d’origine allemande), des excès des Guerres de religion (France), de l’usure du temps et d’un grave défaut d’entretien. 
Les Bureau cèdent alors leurs principaux lots au début du XVIIe siècle à trois frères de la famille Favières, originaires de Crécy. L’un d’entre eux, Nicolas Favières, achète le vieux château délabré, le détruit et en reconstruisit immédiatement un autre au même emplacement au prix de dépenses considérables et de longs travaux.
Après la mort de celui-ci, le château passe dans de nombreuses mains : Octavien Le Bis, secrétaire du roi, puis Marie de La Barre qui tient « maison ouverte », Jacques Le Tillier intendant des finances, etc., les derniers habitants avant la Révolution étant les Millet.
Après la Révolution, le château est inhabitable, en partie démoli et en partie ruiné, tous les signes de la féodalité sont détruits (colombier, pont-levis, armoiries…).
Le 2 avril 1777, Éléonor François Élie de Moustier épouse Louise Millet et devient ainsi propriétaire du château et de ses terres. Une procédure de succession malheureuse menace alors de disperser la propriété. L’opiniâtreté de F.E. Elie et la permanence de ses descendants sur le domaine jusqu’à aujourd’hui permirent de le sauvegarder et de l’accroître. 
C’est un de ses descendants, Audéric de Moustier, qui fit construire dans le style fastueux de l’époque, entre 1848 et 1850, le nouveau château de La Chapelle, sur une pente douce, dans une situation moins humide que l’ancien.
Pendant plus de deux siècles, ce domaine, qui n’avait cessé de passer de mains en mains du XVe au XVIIIe siècle par le jeu de ventes et saisies successives, appartient à une seule famille, la famille de Moustier qui a toujours joué un rôle politique local important.
Depuis 2003, le château de Crécy-la-Chapelle est réservé à l’accueil de séminaires d’entreprises.